# Marek Szufa
Marek Franciszek Szufa (Namysłów, 1954. február 7. – Płock, 2011. június 18.) lengyel pilóta, műrepülő.
1979-től a LOT lengyel légitársaságnál dolgozott repülőgépvezetőként. Több utasszállító repülőgépre volt szakszolgálati engedélye, így An–24, Il–18 és Tu–154 (B2 és M változatok) gépekre. 1990-től Boeing 767-es gép kapitányaként dolgozott. Több mint 20 ezer repült órával rendelkezett. A LOT-tól 2006-ban vonult nyugdíjba.
Sportrepülőként a vitorlázó műrepülésben és a motoros műrepülésben is jelentős eredményeket ért el. Több éven keresztül tagja volt a lengyel vitorlázó műrepülő válogatottnak. Repülőmodellezéssel is foglalkozott, F3M és F4G kategóriákban ért el eredményeket.
Rendszeresen szerepelt légibemutatókon. 2011. június 18-án az 5. płocki repülőnapon műrepülő bemutató közben Christen Eagle II típusú gépével a Visztulába csapódott és a kórházba szállítást követően életét vesztette.